# 541 Deborah
541 Deborah eller 1904 OO är en asteroid i huvudbältet, som upptäcktes 4 augusti 1904 av den tyske astronomen Max Wolf i Heidelberg. Den är uppkald efter Debora i gamla testamentet.
Asteroiden har en diameter på ungefär 60 kilometer.